# Racomitrium crispulum
Racomitrium crispulum là một loài Rêu trong họ Grimmiaceae. Loài này được (Hook. f. & Wilson) Hook. f. & Wilson mô tả khoa học đầu tiên năm 1854.